# Lotta greco-romana ai Giochi della V Olimpiade - Pesi medi
La competizione della categoria Pesi medi (fino a 75 Kg) di lotta greco-romana dei Giochi della V Olimpiade si tenne dal 6 al 15 luglio 1912 allo Stadio Olimpico di Stoccolma.

## Formato
Nei 7 turni delle eliminatorie i lottatori venivano estromessi dal torneo dopo aver accumulato due sconfitte. I tre o lottatori rimasti si qualificavano per il Round Finale, un torneo triangolare.

## Il torneo

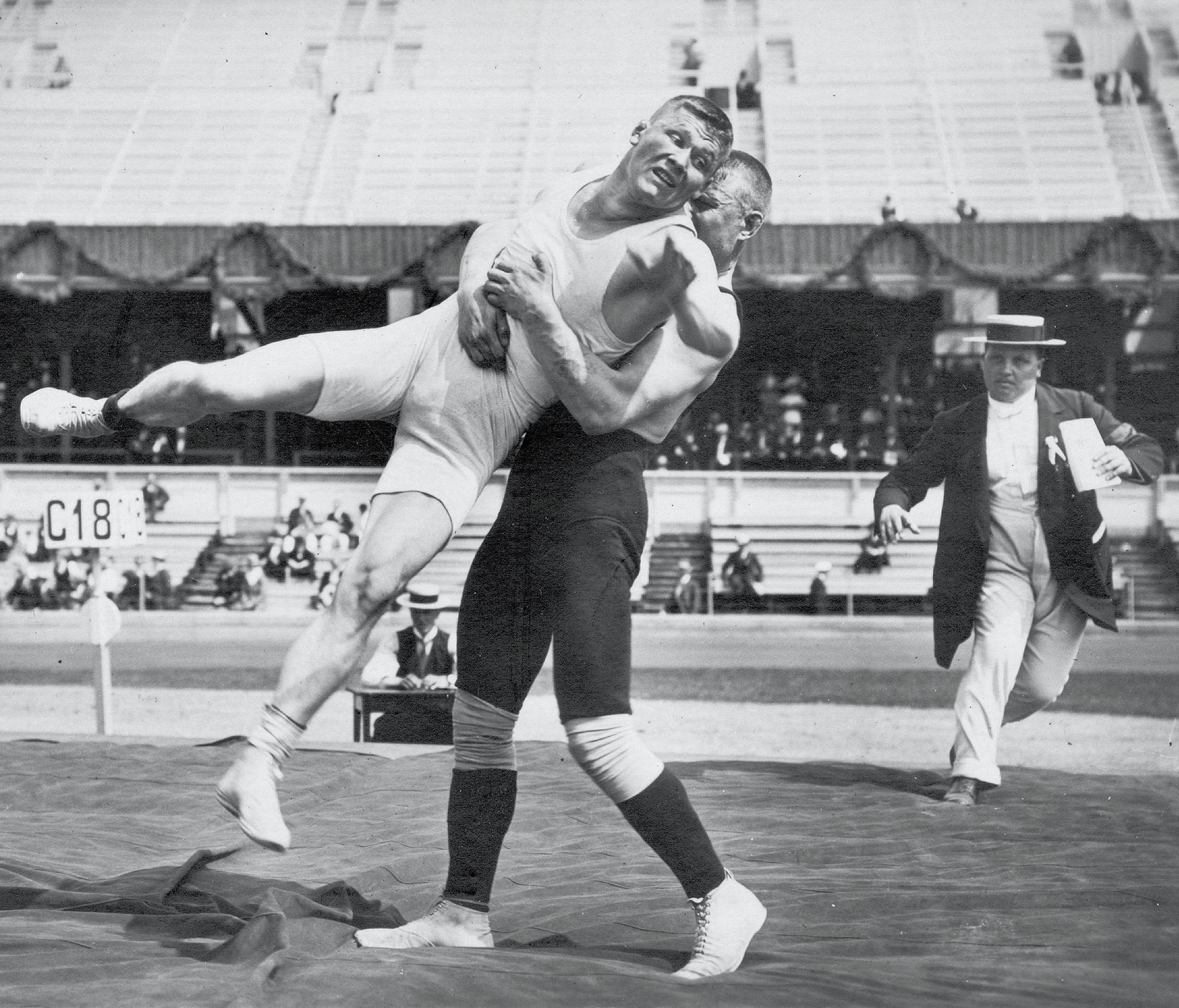
Una fase dell'incontro della fase finale tra Klein e Asikainen che durò 11 ore e 40', record per un incontro di lotta.

Presero parte al torneo 38 atleti provenienti da 13 distinti Paesi.
Al Round Finale si qualificarono lo svedese Claes Johanson, il finlandese Alfred Asikainen, campione del mondo in carica, e l'estone Martin Klein (lottatore), che rappresentava la Russia.
Il primo incontro svoltosi 14 luglio 1912, mise di fronte Alfred Asikainen e Martin Klein e durò 11 ore e 40 minuti, per un totale di 23 riprese. Venne vinto da Martin Klein, che riuscì a mettere a segno una presa parziale sufficiente a fargli guadagnare i punti necessari per superare l'avversario.
Lo sforzo fu tale che entrambi i lottatori non furono in grado di combattere nei due incontri successivi del triangolare di finale contro Claes Johanson, il quale vinse quindi la medaglia d'oro olimpica.

## Risultati
| Legenda                               | Legenda |
| ------------------------------------- | ------- |
| Lottatore senza sconfitte             |         |
| Lottatore con una sconfitta           |         |
| Lottatore con due sconfitte Eliminato |         |

### Primo Turno
| Atleta             |       | Atleta                  | Ris.      |
| ------------------ | ----- | ----------------------- | --------- |
| Edvin Fältström    | batte | Anastasios Antonopoulos | Schienato |
| Peter Kokotowitsch | batte | Andrea Gargano          | Schienato |
| Jānis Polis        | batte | Stanley Bacon           | Schienato |
| August Jokinen     | batte | Alfred Gundersen        | Schienato |
| Alppo Asikainen    | batte | Edgar Bacon             | Schienato |
| Fridolf Lundsten   | batte | Viktor Melin            | Schienato |
| Zavirre Carcereri  | batte | Joaquim Vital           | Schienato |
| Mauritz Andersson  | batte | Adrien Barrier          | Schienato |
| Axel Frank         | batte | Aleksandr Severov       | Ai punti  |
| Emil Westerlund    | batte | Theodor Dahlberg        | Ai punti  |
| Claes Johanson     | batte | Alois Totuschek         | Schienato |
| Theodor Tirkkonen  | batte | Noel Rhys               | Schienato |
| Jan Sint           | batte | Sven Ohlsson            | Schienato |
| Fritz Johansson    | batte | Hvitfeldt Hansen        | Schienato |
| Árpád Miskey       | batte | Theodor Bergqvist       | Schienato |
| Martin Klein       | batte | Rezső Somogyi           | Schienato |
| Adolf Kurz         | batte | Anders Andersen         | Ai punti  |
| Josef Merkle       | batte | Mikko Holm              | Schienato |
| Konrad Åberg       | batte | Willi Steputat          | Schienato |

### Secondo Turno
| Atleta            |       | Atleta                  | Ris.       |
| ----------------- | ----- | ----------------------- | ---------- |
| Andrea Gargano    | batte | Anastasios Antonopoulos | Schienato  |
| Edvin Fältström   | batte | Peter Kokotowitsch      | Schienato  |
| August Jokinen    | batte | Jānis Polis             | Schienato  |
| Alppo Asikainen   | batte | Stanley Bacon           | Schienato  |
| Fridolf Lundsten  | batte | Edgar Bacon             | Schienato  |
| Mauritz Andersson | batte | Zavirre Carcereri       | Schienato  |
| Joaquim Vital     | batte | Adrien Barrier          | Schienato  |
| Axel Frank        | e     | Emil Westerlund         | 2SQ        |
| Aleksandr Severov | batte | Theodor Dahlberg        | Ai punti   |
| Claes Johanson    | batte | Theodor Tirkkonen       | Ai punti   |
| Alois Totuschek   | batte | Noel Rhys               | Schienato  |
| Jan Sint          | batte | Hvitfeldt Hansen        | Schienato  |
| Árpád Miskey      | batte | Sven Ohlsson            | Ai punti   |
| Fritz Johansson   | batte | Rezső Somogyi           | Schienato  |
| Martin Klein      | batte | Theodor Bergqvist       | Schienato  |
| Mikko Holm        | batte | Anders Andersen         | Schienato  |
| Konrad Åberg      | batte | Adolf Kurz              | Schienato  |
| Josef Merkle      | batte | Alfred Gundersen        | Per ritiro |
| Willi Steputat    | batte | Viktor Melin            | Per ritiro |

### Terzo Turno
| Atleta             |       | Atleta            | Ris.      |
| ------------------ | ----- | ----------------- | --------- |
| Josef Merkle       | batte | Edvin Fältström   | Schienato |
| Andrea Gargano     | batte | Willi Steputat    | Schienato |
| Peter Kokotowitsch | batte | Jānis Polis       | Schienato |
| August Jokinen     | batte | Zavirre Carcereri | Schienato |
| Alppo Asikainen    | batte | Joaquim Vital     | Schienato |
| Fridolf Lundsten   | batte | Mauritz Andersson | Ai punti  |
| Alois Totuschek    | batte | Axel Frank        | Schienato |
| Claes Johanson     | batte | Aleksandr Severov | Schienato |
| Emil Westerlund    | batte | Jan Sint          | Schienato |
| Theodor Tirkkonen  | batte | Fritz Johansson   | Schienato |
| Martin Klein       | batte | Árpád Miskey      | Schienato |
| Mikko Holm         | batte | Adolf Kurz        | Schienato |
| Konrad Åberg       | batte | Josef Merkle      | Schienato |

### Quarto Turno
| Atleta          |       | Atleta             | Ris.      |
| --------------- | ----- | ------------------ | --------- |
| Edvin Fältström | batte | Andrea Gargano     | Schienato |
| August Jokinen  | batte | Peter Kokotowitsch | Schienato |
| Alppo Asikainen | batte | Mauritz Andersson  | Schienato |
| Claes Johanson  | batte | Fridolf Lundsten   | Ai punti  |
| Emil Westerlund | batte | Alois Totuschek    | Schienato |
| Jan Sint        | batte | Theodor Tirkkonen  | Schienato |
| Mikko Holm      | batte | Fritz Johansson    | Schienato |
| Konrad Åberg    | batte | Árpád Miskey       | Ai punti  |
| Martin Klein    | batte | Josef Merkle       | Ai punti  |

### Quinto Turno
| Atleta         |       | Atleta           | Ris.     |
| -------------- | ----- | ---------------- | -------- |
| August Jokinen | batte | Edvin Fältström  | Ai punti |
| Claes Johanson | e     | Alppo Asikainen  | 2SQ      |
| Jan Sint       | batte | Fridolf Lundsten | Ai punti |
| Martin Klein   | e     | Emil Westerlund  | 2SQ      |
| Konrad Åberg   | batte | Mikko Holm       | Ai punti |

### Sesto Turno
| Atleta          |       | Atleta         | Ris.      |
| --------------- | ----- | -------------- | --------- |
| Claes Johanson  | batte | August Jokinen | Schienato |
| Alppo Asikainen | batte | Jan Sint       | Schienato |
| Martin Klein    | batte | Konrad Åberg   | Ai punti  |

### Settimo turno
| Atleta          |       | Atleta         | Ris.     |
| --------------- | ----- | -------------- | -------- |
| Martin Klein    | batte | August Jokinen | Ai punti |
| Claes Johanson  | batte | Konrad Åberg   | Ai punti |
| Alppo Asikainen | Bye   | Bye            | Bye      |

### Torneo finale
| Atleta         |       | Atleta          | Ris.       |
| -------------- | ----- | --------------- | ---------- |
| Martin Klein   | batte | Alppo Asikainen | Ai punti   |
| Claes Johanson | batte | Alppo Asikainen | Per ritiro |
| Claes Johanson | batte | Martin Klein    | Per ritiro |

## Classifica finale
| Pos.    | Atleta          | Nazione   |
| ------- | --------------- | --------- |
| Oro     | Claes Johanson  | Svezia    |
| Argento | Martin Klein    | Russia    |
| Bronzo  | Alppo Asikainen | Finlandia |